# Mikael Stahre
Mikael Lennart Tage Stahre, född 5 juli 1975 i Hägerstens församling i Stockholm, är en svensk fotbollstränare.

## Tränarkarriär
Mikael Stahre är uppväxt i Gröndal och började där sin tränarkarriär i Gröndals IK redan som 14-åring. Efter att även ha tränat ungdomslag i Hammarby IF så kom han till AIK 1998 som ungdomstränare. I AIK tränade han också juniorlaget, som han vann SM-guld med 2004, utvecklingslaget och till slut också a-laget som assisterande tränare under Rikard Norling 2006. 2007 fick han huvudtränaransvaret i FC Väsby United som det året hade degraderats till division 1. Han återförde laget till Superettan och lyckades där etablera laget i mitten av tabellen.
Den 10 november 2008 meddelade AIK att Rikard Norling hade entledigats från sitt uppdrag som huvudtränare och ersatts med Mikael Stahre. Hans första säsong som tränare för AIK slutade med att klubben blev svenska mästare 2009 och att de vann Svenska Cupen, lagets första mästerskapstitlar sedan 1998. 
Den 26 april 2010 blev Stahre klar som tränare för grekiska Panionios. Den 28 oktober 2010 meddelade Panionios att de sparkat Mikael Stahre som huvudtränare i klubben. Han hade bara varit tränare för laget i ett halvår, och anledningen till att han sparkades var dåliga resultat.
24 september 2011 presenterades Stahre vid en presskonferens på Gamla Ullevi i Göteborg som IFK Göteborgs nya huvudtränare från säsongen 2012. Säsongen 2013 ledde han laget till en tredje plats i Allsvenskan och vinst i Svenska Cupen. Säsongen 2014 slutade laget tvåa i Allsvenskan. Under säsongen blev Stahre uppmärksammad för en intervju han gav kort efter att ha träffats i huvudet av en golfboll.
| ”               | Ja, vad fan tror du själv när det kommer en golfboll flygande i 300 kilometer i timmen rakt i ansiktet? Det är inte så att jag jublar direkt. | „ |
| – Mikael Stahre | |   |

Den 3 november 2014 meddelade IFK Göteborg på sin officiella hemsida att man brutit avtalet med Mikael Stahre. Han skrev därefter på för det kinesiska laget Dalian Aerbin FC.
14 november 2016 presenterades Stahre som ny huvudtränare för BK Häcken.
Efter en tids spekulationer i media, presenterades Stahre som ny huvudtränare för Major League Soccer klubben San Jose Earthquakes den 24 november 2017. . Mikael Stahre entledigades från sitt uppdrag den 17 september 2018. Anledningen var  svaga resultat och endast 4 vinster på 28 matcher. 

## Meriter
- JSM-guld med AIK 2004 (huvudtränare)
- Stora silvret i Allsvenskan 2006 (assisterande tränare)
- Uppflyttning till Superettan med Väsby United (huvudtränare)
- SM-guld med AIK 2009
- Vinnare av Svenska cupen 2009 med AIK
- Vinnare av priset: Årets tränare på fotbollsgalan 2009
- Vinnare av svenska Supercupen 2010
- Vinnare av Svenska cupen 2013 med IFK Göteborg